# Novouhruzke, Liuboml
Novouhruzke (în ucraineană Новоугру́зьке) este un sat în comuna Zabujjea din raionul Liuboml, regiunea Volînia, Ucraina.

## Demografie
Componența lingvistică a localității Novouhruzke
     Ucraineană (100%)
Conform recensământului din 2001, toată populația localității Novouhruzke era vorbitoare de ucraineană (100%).